# Honest Lullaby
Honest Lullaby — студийный альбом американской фолк-певицы Джоан Баэз записанный и выпущенный в 1979 году .

## Об альбоме
Honest Lullaby является второй и последней пластинкой, записанной Джоан Баэз на Portrait Records, отделении CBS Records. В течение 11 лет певица не писала после неё нового материала до 1987 года. В своих мемуарах, «And a Voice to Sing With», Баэз писала, причиной разрыва с записывающей компанией, вероятно, было, разногласие в политических вопросах с тогдашним президентом CBS Records.
Альбом включает кавер-версию песни Боба Марли «No Woman, No Cry».
Певица посвятила альбом своему другу, журналисту Джону Вассерману, погибшему в автокатастрофе в феврале 1979 года.

## Список композиций
| №                   | Название                           | Автор(ы)                    | Длительность |
| ------------------- | ---------------------------------- | --------------------------- | ------------ |
| 1.                  | «Let Your Love Flow»               | Larry E. Williams           | 2:56         |
| 2.                  | «No Woman, No Cry»                 | Vincent Ford                | 3:55         |
| 3.                  | «Light A Light»                    | Janis Ian                   | 3:21         |
| 4.                  | «The Song At The End Of The Movie» | Pierce Pettis               | 2:50         |
| 5.                  | «Before The Deluge»                | Джексон Браун               | 5:19         |
| 6.                  | «Honest Lullaby»                   | Джоан Баэз                  | 5:09         |
| 7.                  | «Michael»                          | Джоан Баэз                  | 6:04         |
| 8.                  | «For Sasha»                        | Джоан Баэз                  | 4:43         |
| 9.                  | «For All We Know»                  | Sam M. Lewis, J. Fred Coots | 2:41         |
| 10.                 | «Free At Last»                     | Джоан Баэз, George Jackson  | 2:24         |
| Общая длительность: | Общая длительность:                | Общая длительность:         | 39:22        |

## Участники записи
- Джоан Баэз — вокал, акустическая гитара (8)
- Jimmy Johnson — электрическая гитара
- Pete Carr — акустическая гитара
- Larry Byrom — акустическая гитара (1)
- Barry Beckett — клавишные
- David Hood — бас-гитара
- Roger Hawkins — ударные
- Hill Abrahams — скрипка (4)
- James Crozier — виолончель (4)
- Charlie McCoy — губная гармоника (4)
- Eddie Stuzick, Lenny LeBlanc, George Soule, Ava Aldridge, Marie Romlinson — бэк-вокал